# Isole (film)
Isole è un film del 2011 diretto da Stefano Chiantini e con attrice protagonista Asia Argento.

## Trama
Ivan è un immigrato clandestino alla ricerca di lavoro. Fa il muratore e abita in un piccolo appartamento con suo padre ammalato. Proprio per cercare un lavoretto si reca un giorno nelle Isole Tremiti, però non può tornare come previsto e deve prolungare la sua permanenza. Qui incontra due persone, molto differenti, che decidono di aiutarlo. Il primo è don Enzo, un prete che vive su una piccola proprietà occupandosi delle sue api. La seconda è Martina, una giovane donna che, dalla morte di sua figlia, si è chiusa nel silenzio e abita nella casa di don Enzo, il suo anziano tutore. Poco a poco Martina e Ivan diventano amici, e anche don Enzo prende in simpatia il giovanotto.
I tre non hanno niente in comune, tranne una cosa: vivono isolati, perché sono diversi dagli altri.

## Distribuzione
Il film è stato presentato in anteprima mondiale al Toronto International Film Festival il 14 settembre 2011, poi al Festival de Cine Italiano de Madrid il 25 novembre 2011 e a quello di Londra 2012. Il film è ambientato in Puglia. Il film è stato distribuito nelle sale italiane l'11 maggio 2012. Il film è stato distribuito anche via streaming web gratuito dal 16 al 21 maggio su sito di La Repubblica.

## Riconoscimenti
- 2012 - Globi d'oro
  - Migliore attrice a Asia Argento